# Lüssow (Mecklenburg)
Lüssow ist eine Gemeinde im Landkreis Rostock in Mecklenburg-Vorpommern (Deutschland). Die Gemeinde wird vom Amt Güstrow-Land mit Sitz in der nicht amtsangehörigen Stadt Güstrow verwaltet.
Zur Gemeinde Lüssow gehören die Orte Lüssow, Karow und Strenz.

## Geografie
Die Gemeinde Lüssow liegt im Dreieck der Städte Güstrow, Bützow und Schwaan, 30 Kilometer südlich von Rostock. Das Gebiet um Lüssow ist leicht hügelig; nach Süden fällt es zur Niederung der Nebel und dem parallel verlaufenden Bützow-Güstrow-Kanal ab. Durch die Gemeinde Lüssow führt der etwa 15 Kilometer lange Mühlbach (auch Hohensprenzer Mühlbach genannt), der parallel zur westlicher liegenden Warnow verläuft – aber in entgegengesetzter Richtung südwärts fließt.
Umgeben wird Lüssow von den Nachbargemeinden Mistorf im Norden, Sarmstorf im Osten, Güstrow im Süden, Gülzow-Prüzen im Südwesten sowie Groß Schwiesow im Westen.

## Geschichte
Der Ortsname Lüssow mit der typischen Endung -ow ist slawischen Ursprungs und bedeutet so viel wie „Ort des Lu’sa“. Eine andere Namensdeutung ergibt sich aus dem slawischen Wortstamm „Lysa“ (= „Wiese“) als „Wiesenort“, was wegen der Lage auf einer flachen sandigen Erhebung in den Mühlbachwiesen auch schlüssig erscheint. Der Name erinnert an die Präsenz slawischer Stämme (Obodriten, Warnower, Kessiner), die in Mecklenburg seit dem 5. und 6. Jahrhundert nach Chr. siedelten. Im 12. Jahrhundert vollzog sich die nach dem fehlgeschlagenen Wendenkreuzzug von 1147 überwiegend friedliche deutsche Kolonisation des Landes vor allem durch Siedler aus Westfalen. 1229 wurde Lüssow erstmals urkundlich genannt. Aus dieser Zeit stammt auch die Dorfkirche.
In den 1970er Jahren begann mit dem Bau von Wohnungen und der Milchviehanlage an der Straße Richtung Groß Schwiesow der Ausbau des Dorfes Lüssow zum „sozialistischen Musterdorf“.
Im Ortsteil Karow steht ein Schloss im Neobarock-Stil. Im ehemaligen Verwalterhaus unweit des Schlosses befand sich bis 1989 eine Polytechnische Oberschule, danach für einige Jahre eine Jagdschule.
Die Nähe zur Kreisstadt Güstrow macht die Gemeinde seit einigen Jahren für Eigenheimbauer attraktiv.

## Politik

### Gemeindevertretung und Bürgermeister
Der Gemeinderat besteht (inkl. Bürgermeister) aus 8 Mitgliedern. Die Wahl zum Gemeinderat am 26. Mai 2019 hatte folgende Ergebnisse:
| Partei/Bewerber                              | Prozent | Sitze |
| -------------------------------------------- | ------- | ----- |
| Interessengemeinschaft Lüssow, Karow, Strenz | 47,50   | 4     |
| Wählergemeinschaft Gemeinde Lüssow           | 44,52   | 4     |

Bürgermeister der Gemeinde ist Wilfried Zander, er wurde mit 51,70 % der Stimmen gewählt.

## Sehenswürdigkeiten
- Neobarockes Gutshaus mit Tor und Wirtschaftsgebäuden in Karow
- Zugbrücke vom Ende des 19. Jahrhunderts über den Bützow-Güstrow-Kanal, etwa zwei Kilometer südlich des Ortes, an der Straße nach Parum.
- Gerichtssäule aus Backsteinen am nördlichen Ortsrand von Karow.

→ Siehe auch Liste der Baudenkmale in Lüssow (Mecklenburg)
Dorfkirche Lüssow
→ Siehe Hauptartikel: Dorfkirche Lüssow
Die Kirche ist eine große, überwiegend aus Feldsteinen errichtete einschiffige Hallenkirche im Übergangsstil zwischen Romanik und Gotik. Der Baukörper besteht aus einem gedrungenen Turm mit quadratischem Grundriss, dem zweijochigen Schiff, dem etwas schmaleren Chor, einem achteckigen Chorschluss sowie mehreren kleineren Anbauten. Chor und Kirchenschiff entstanden Mitte des 13. Jahrhunderts, der Turm im 15. Jahrhundert. In der zweiten Hälfte des 19. Jahrhunderts erfolgte eine umfassende Rekonstruktion. Im Fußboden des Chores und des Schiffes sind mehrere Grabplatten eingelassen. Die älteste trägt die Jahreszahl 1386. Altar, Taufbecken, Kanzel, das Gestühl im Schiff, Empore und Orgel stammen aus dem 19. Jahrhundert. Von 1967 bis 1970 war Joachim Gauck Pastor in Lüssow.

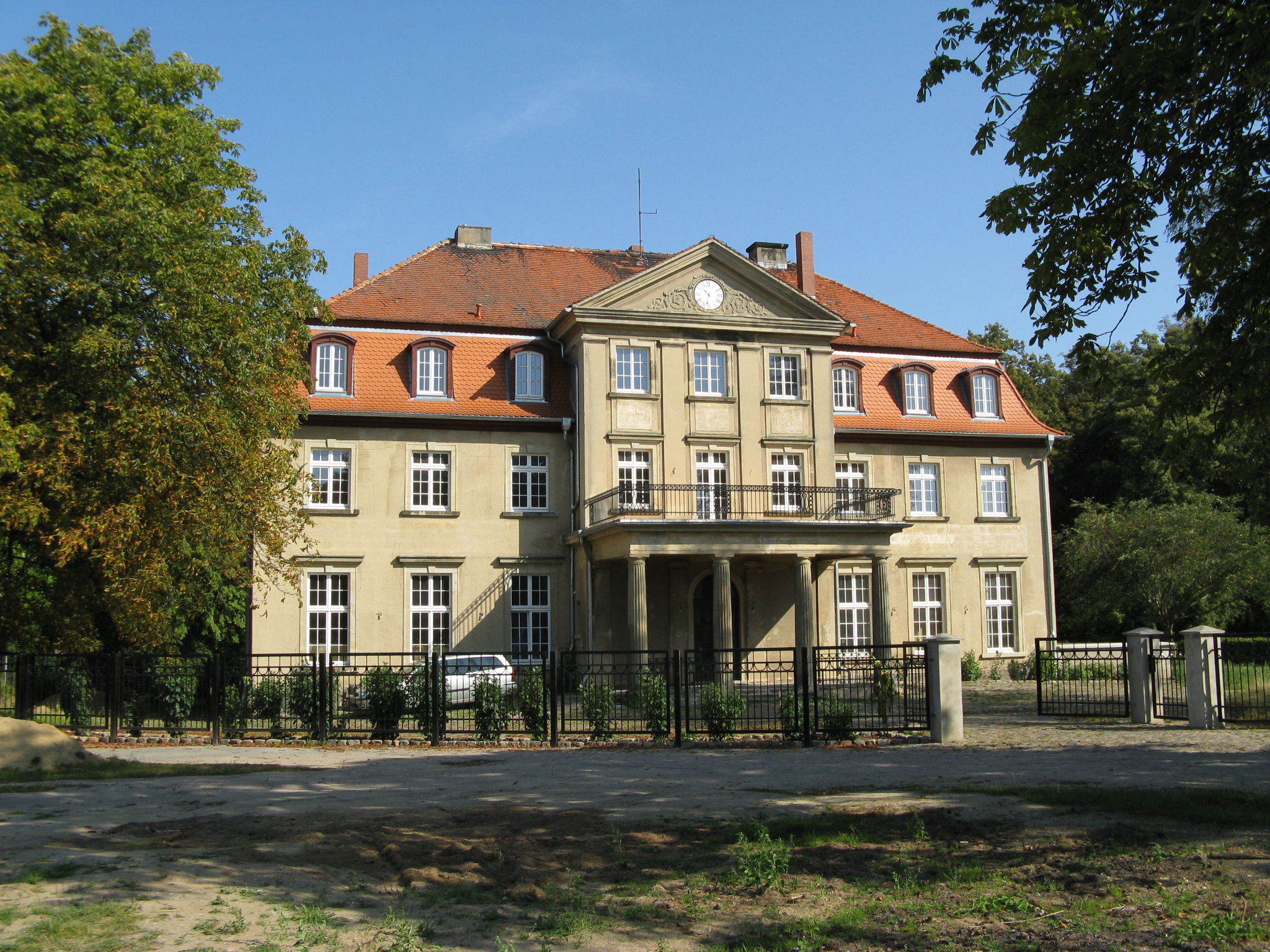
Gutshaus in Karow
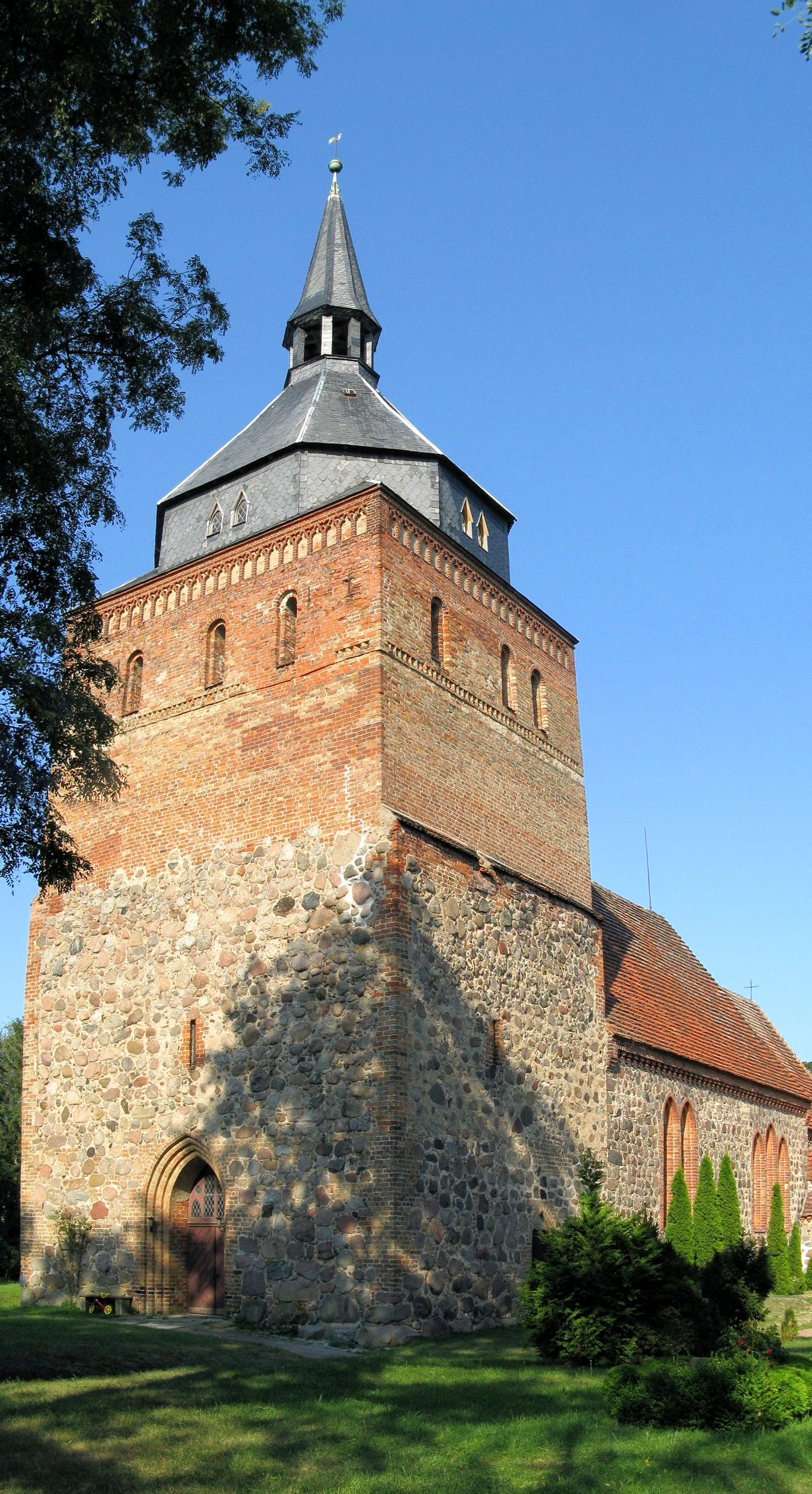
Dorfkirche in Lüssow
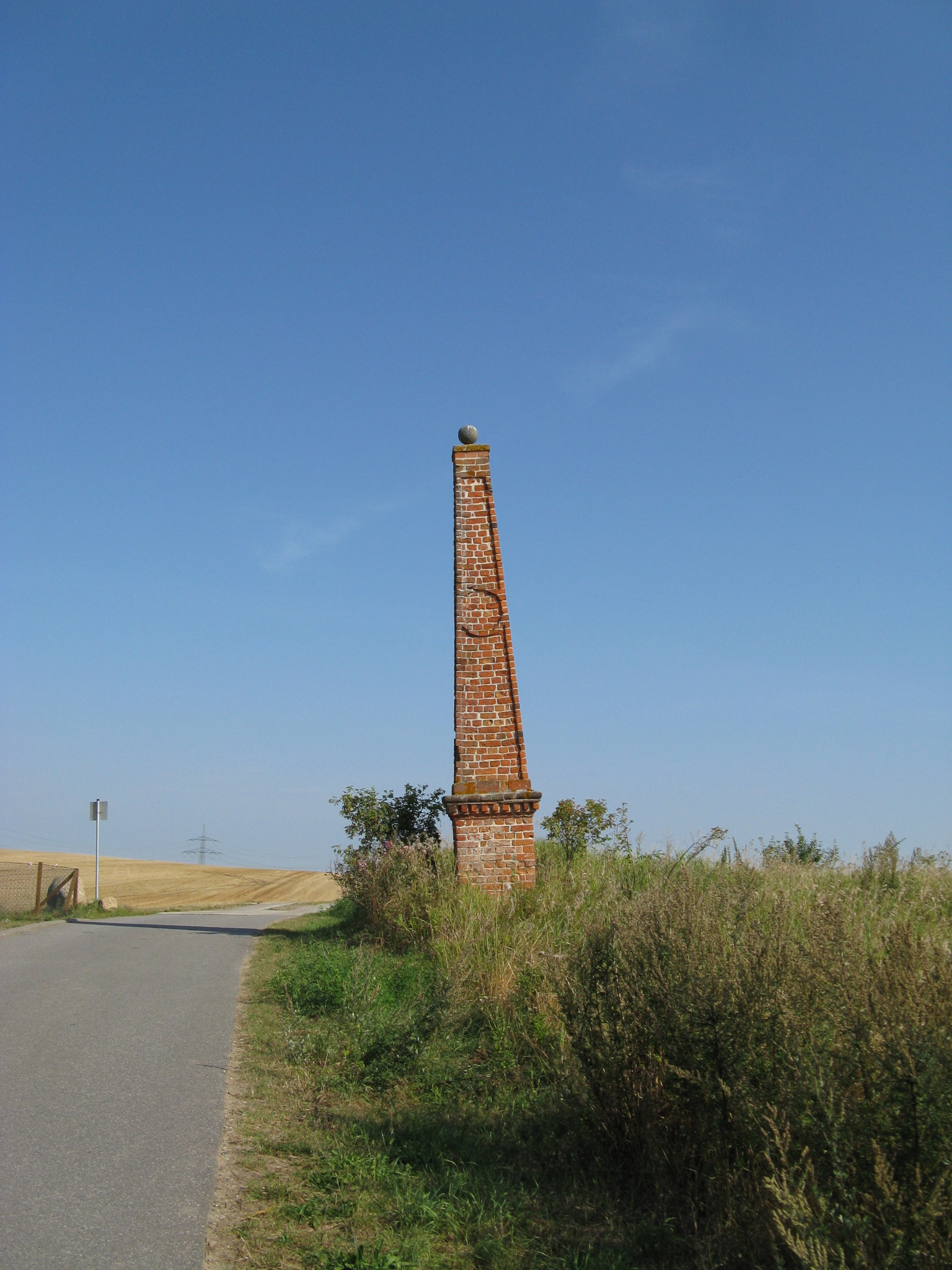
Gerichtssäule in Karow

## Verkehrsanbindung
Von Lüssow aus führen Verbindungsstraßen nach Bützow, Güstrow und Schwaan. Von der guten Verkehrsinfrastruktur Güstrows (A 19, B 104) profitiert auch die Gemeinde Lüssow. Der Haltepunkt Lüssow (Meckl.) liegt an der Bahnstrecke Güstrow–Schwaan und wird von der S-Bahn Rostock bedient. Es verkehrt die Linie S 2, welche montags bis freitags in einem Stundentakt und am Wochenende sowie feiertags in einem 2h-Takt fährt. Dabei kommen fünfteilige Triebzüge der Baureihe 442 zum Einsatz. Selten, zur HanseSail etwa, waren bis 2022 im S-Bahn-Betrieb auch Flirts (Baureihe 429) anzutreffen. Lüssow liegt im Verkehrsverbund Warnow. Die Züge der RE-Linie 5 (Berlin-Rostock) passieren den Haltepunkt Lüssow ohne Halt. Betreiber der S-Bahn-Linien und des RE 5 ist DB Regio Nordost.

## Persönlichkeiten
- Joachim Gauck (* 1940), Politiker und Theologe, 2012–2017 Bundespräsident, von 1967 bis 1970 Pfarrer in Lüssow